# Identify (album)
Identify là full-album (album phòng th)) của ban nhạc nam Hàn Quốc GOT7. Album được phát hành vào ngày 18 tháng 11 năm 2014 với ca khúc chủ đề "하지하지마 (Stop Stop It)".

## Danh sách bài hát
※ Được tô đậm nghĩa là ca khúc chủ đề để quảng bá album.
| STT              | Nhan đề                              | Sáng tác                    | Nhà soạn nhạc                                                   | Thời lượng |
| ---------------- | ------------------------------------ | --------------------------- | --------------------------------------------------------------- | ---------- |
| 1.               | "하지하지마" (Stop Stop It)          | J.Y. Park "The Asian Soul"  | Park Jin Young                                                  | 3:16       |
| 2.               | "Gimme"                              | Joyul (Princess Disease)    | Joyul (Princess Disease)                                        | 3:42       |
| 3.               | "손이 가" (Take My Hand)             | Park Kang-hyuk, Beom & Nang | Beom & Nang                                                     | 3:12       |
| 4.               | "너란 Girl" (Magnetic)               | Hong Ji-sang                | Hong Ji-sang                                                    | 3:23       |
| 5.               | "그냥 오늘 밤" (Just Tonight)        | Ryan Im, Jackson            | Greg Bonnick and Hayden Chapman aka LDN Noise and Myron Jordine | 2:41       |
| 6.               | "볼륨을 올려줘" (Turn Up the Volume) | Ryan Im                     | Paul Najjar, Daniel Kim, 110403                                 | 3:37       |
| 7.               | "그대로 있어도 돼" (Stay)            | Chloe                       | Erik Lidbom, Daniel Kim, 110403                                 | 3:14       |
| 8.               | "달빚" (Moonlight)                   | Noday, Chloe, Jackson       | Noday, Chloe                                                    | 3:53       |
| 9.               | "She's A Monster"                    | Keonu Park, mr.cho          | Keonu Park, mr.cho                                              | 3:32       |
| 10.              | "Girls Girls Girls"                  | J.Y. Park "The Asian Soul"  | J.Y. Park "The Asian Soul"                                      | 3:33       |
| 11.              | "A"                                  | J.Y. Park "The Asian Soul"  | J.Y. Park "The Asian Soul", Noday                               | 3:01       |
| Tổng thời lượng: | Tổng thời lượng:                     | Tổng thời lượng:            | Tổng thời lượng:                                                | 37:04      |

## Bảng xếp hạng

### Album
| Bảng xếp hạng                           | Vị trí cao nhất |
| --------------------------------------- | --------------- |
| Hàn Quốc BXH album hàng tuần Gaon       | 1               |
| Hàn Quốc BXH album hàng tháng Gaon      | 2               |
| Thế giới (BXH album thế giới Billboard) | 6               |

### Đĩa đơn
Stop Stop It
| Bảng xếp hạng         | Vị trí cao nhất |
| --------------------- | --------------- |
| BXH đĩa đơn trên Gaon | 25              |

### Doanh số
| Năm     | Doanh số bán đĩa trên Gaon |
| ------- | -------------------------- |
| 2014    | 70,928                     |
| 2015    | 14,406                     |
| 2016    | 4,191+                     |
| Tổng số | 89,525+                    |